# Cairndhu House

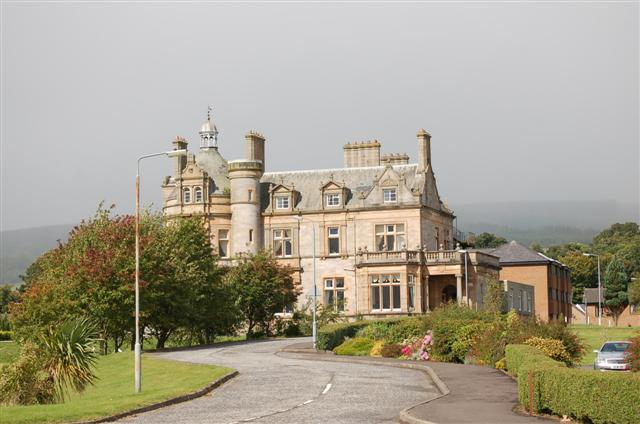
Cairndhu House

Cairndhu House ist der Name einer Villa in der schottischen Stadt Helensburgh. Das Gebäude befindet sich im Südwesten der Stadt. 1971 wurde die Villa in die schottischen Denkmallisten in der höchsten Kategorie A aufgenommen.

## Geschichte
Cairndhu House wurde im Jahr 1871 für John Ure, den Provost von Glasgow, Müller und Händler, errichtet. Als Architekt war William Leiper, der auch weitere Villen in Helensburgh entwarf, für die Planung verantwortlich. Auch die im Jahre 1902 vorgenommenen Umbauten am Wirtschaftsflügel wurden nach Leipers Entwürfen durchgeführt. Für die Ausgestaltung des Innenraums wurde Daniel Cottier engagiert. 1956 wurde Cairndhu House zu einem Hotel umgebaut. Ab 1984 beherbergte es eine Pflegeeinrichtung, die wahrscheinlich im Jahre 2010 schloss. 2012 folgte die Aufnahme von Cairndhu House in das Register gefährdeter denkmalgeschützter Bauwerke. Die Gefährdung wurde jedoch als niedrig eingestuft. Zum Zeitpunkt der Augenscheinnahme zeigte sich das Erdgeschoss ungenutzt und die Fensteröffnungen waren mit Brettern verschlossen. Einzig das Obergeschoss schien noch in Benutzung zu sein. Um 2020 wurde die Villa restauriert.

## Beschreibung
Die Villa ist zweistöckig gebaut und weist einen annähernd quadratischen Grundriss auf. Sie weist Merkmale der Architektur französischer Renaissanceschlösser auf und ist im Inneren mit ausgewählten Materialien ausgestaltet. Cairndhu House besteht aus behauenem grauen Sandstein. Alle Fenster und Eingangstüren sind mit polierten, cremefarbenen Sandsteinfaschen abgesetzt. Die Ecksteine an den Gebäudekanten bestehen aus demselben Material. Die Dächer sind mit Schindeln aus grauem Schiefer gedeckt.